# Сајменски канал
Сајменски канал (рус. Сайменский канал, фин. Saimaan kanava) вештачки је саобраћајни канал којим је басен језера Сајма у Финској повезан са Виборшким заливом Балтичког мора у Русији. Грађен је од 1845. до 1856, а свечано отворен за саобраћај 7. септембра 1856. године. Чишћење, ремонт и проширење канала обављено је у периоду 1963–1968. година.
Укупна дужина канала (укључујући и маритимни трансортни део) је 57,3 километра, од чега је 23,3 км на територији Финске, а преостала 34 км (од тога 14,4 на подручју Виборшког залива) на територији Русије.

## Историја
Унутрашњост Финске у подручју финског појезерја одликује се изванредно великим природним богатствима, првенствено у шумама. За ефикаснију експлоатацију тог богатства биле су неопходне адекватне саобраћајнице, посебно водени саобраћајни путеви. Како ток реке Вуоксе која тече од језера Сајме ка Ладоги због великог броја брзака није био погодан за саобраћај, а транспорт роба копненим путем непрактичан и скуп (због конфигурације земљишта и хладних зима), размишљало се о градњи каналског пловног пута који би приморје Финског залива повезао са унутрашњошћу.
Први, истина неуспешан покушај градње таквог пловног пута, десио се 1499—1511. када су по налогу тадашњег шведског управитеља Виборга Ерика Туресона код данашње Лапенранте започели радови на копању новог канала. Непун век касније (1607—1609) фински адмирал Пенти Јустен по налогу тадашњег шведског краља Карла IX започиње радове на градњи канала познатог као „Понтусов канал” (у неким изворима тај канал се помиње и као Усикајванто Uusikaivanto). Недостатак финансијских средстава, али и техничких могућности за савладавање вертикалне разлике од 76 метара између Сајме и нивоа мора, довео је до напуштања пројекта чија реализација се није разматрала наредна два века.
Након што је Финска по окончању Руско-шведског рата (1808—1809) ушла у састав Руске Империје поново су се јавиле идеје о градњи пловног пута којим би се ојачале трговачке везе новоосноване Велике Кнежевине Финске са остатком Русије.
Пројекат за нови канал израдио је барон Карл Розенкампф, а након што је у септемебру 1844. његово идејно решење усвојено, у мају наредне године започели су радови на градњи канала. Подршку радовима дао је и тадашњи гувернер Финске Александар Сергејевич Меншиков. Првобитна дужина канала износила је 59,3 километра, од чега је 36,1 километар ископан у целости, док је преостали део канала ишао преко постојећих водотока и језера. Саграђено је укупно 15 устава: 7 једнокоморних, 3 двокоморне и 5 трокоморних (укупно 28).
Радови на каналу завршени су 4 године пре планираног рока, а свечаност пуштања канала у саобраћај обављена се 7. септембра 1856. године. Укупни трошкови градње канала износили су више од 12 милиона тадашњих сребрних марака, а уложена средства су се вратила већ у наредних 25 година.

### Експлоатација
Одмах по пуштању у саобраћај Сајменски канал је постао највећом и најважнијом саобраћајницом у Финској, са укупним учешћем у каналском теретном саобраћају Финске од готово 70% (подаци из 1880. године). Године 1864. више од половине укупног финског извоза дрвета транспортовано је преко Сајменског канала. Тако је крајем XIX века водама језера Сајма пловиле више од 800 различитих пловила. Иако су у почетку бродове који су пролазили каналом са копна вукли бурлаци (најамни радници) и коњске запреге, већ 1856. ту улогу су преузела 4 мања пароброда тегљача.
До средине 1870-их каналом је годишње пролазило између 2 и 3 хиљаде различитих пловила, а број пловила се сваке године повећавао, те је 1913. регистровано више од 11.000 бродова. Ни интензивнија градња железничких пруга која је на том подручју започела крајем XIX века није умањила значај бродског транспорта робе каналом. Због живописних предела кроз које је пролази, Сајемнски канал је за кратко време постао и важна туристичка дестинација и дуж његових обала почели су да се отварају хотели, ресторани и трговине.
Прва значајнија реконструкција канала обављена је у периоду 1893—1903. и тада је по први пут у грађевинским пословима око канала кориштен и бетон.
|  |  |  |

Значај канала доста је опао након револуција 1917. и заоштравања односа између, у том тренутку независне државе Финске и Совјетског Савеза. Иако се путнички саобраћај каналом обављао све до 1935. број путника је вишеструко опао. Почетком XX века у Виборгу су отворени бројни дрвопрерађивачки погони и фабрике за производњу целулозе и папира, а главнина сировина у град је допемана каналом из унутрашњости. Године 1927. започели су радови на продубљивању каналског корита чиме је омогућена несметана пловидба и бродовима са већим газом. Радови на проширењу канала су обустављени у зиму 1939. услед избијања Совјетско-фиинског рата.
По окончању Другог светског рата, а сходно одредбама Париског мировног уговора, територија сајменског канала подељена је између две државе, Совјетског Савеза и Финске. Како сада канал није имао већи привредни значај за сам Совјетски Савез, а за Финску је био од виталног националног значаја, фински министар спољних послова Урхо Кеконен започео је са совјетским властима 1954. преговоре о изнајмљивању каналске територије. Након вишегодишњих преговора, уговор о аренди потписан је 27. септембра 1962. године у Москви (ратификован почетком 1963. године). Сходно одредбама уговора Финска је закупила совјетски део канала, земљиште око њега и оство Мали Висоцки у Виборшком заливу на наредних 50 година. Висина закупа на годишњем нивоу зависила је од интензитета саобраћаја каналом. На острву Мали Високцки направљена су пристаништа за претовар и складиштење робе. Финска је тако изнајмила територију укупне површине од 9,67 км², од чега је сам пловни пут заузимао 1,91 км². Финска је била обавезна да у првих 5 година по закупу изврши комплетну реконструкцију канала, док је совјетска страна требало да изгради одговарајуће приступне мостове и неку пратећу инфраструктуру.
Обновљени канал свечано је у употребу пустио фински председник Урхо Кеконен 5. августа 1968. године.
Сајменски канал је у будућим година постао једна од најважнијих саобраћајних деоница за транспорт роба из подручја југоисточне Финске. Године 2004. кроз канал је превезено око 2,46 милиона тона терета, а током свих 50 година закупа преко 59 милиона тона.
Нови уговор о закупу канала од стране Финске ступио је на снагу 17. фебруара 2012. године. (дужина уговора је 50 година)
Према подацима Министарства саобраћаја Финске, кроз Сајменски канал 2013. године превезено је укуно 1,7 милиона тона и више од 22 хиљаде путника.
|  |  |  |

## Техничке карактеристике
- Дужина пловног пута: укупно 57,3 км (34 км у Русији, 23,3 км у Финској), од чега на помосрки део отпада 14,4 километара;
- Најмања ширина: 34 метра;
- Најмања дубина: 5 метара;
- Висинска разлика: просечно 75,7 метара (од језера Сајма до Виборшког залива);

Димензије пловила
- максимална дужина до 82,5 м;
- максимална ширина до 12,6 м;
- дозвољен газ до 4,35 метара (препоручено до 4,2 м);
- максимална висина пловила до 24,5 метара.

Преводнице
- укупно преводница 8
  - на територији Русије 5 – № 1 „Брусничноје” (ветикала 10,0 м); № 2 „Искровка” (11,4 м); № 3 „Цветочноје” (5,5 м); № 4 „Илистоје” (10,2 м) и № 5 „Пјали” (11,7 м).
  - на територији Финске 3 – № 6 „Соскуа” (8,3 м); № 7 „Мустола” (7,3 м) и № 8 „Мјалкија” (12,4 м).
- стандардне димензије преводница: дужина 85 метара, ширина 13,2 метра.